# Comarca de Corumbá
A Comarca de Corumbá é uma comarca brasileira localizada no estado de Mato Grosso do Sul, a 420 quilômetros da capital.

## Generalidades
Sendo uma comarca de entrância especial, tem uma superfície total de 65.303,372 km², o que totaliza quase 20% da superfície total do estado. A povoação total da comarca é de mais de 120 mil habitantes, aproximadamente 5% do total da povoação estadual, e a densidade de povoação é de 1,8 habitantes por km².
A comarca inclui os municípios de Corumbá e Ladário e limita-se com as comarcas de Sonora, Coxim, Rio Verde, Aquidauana, Miranda, Porto Murtinho.
Economicamente possui PIB de R$ 3 384 832 000,00 e PIB per capita e R$ 27 424,20
A comarca recebe o nome do município de mesmo nome, sendo criada por Lei Provincial nº 1 de 10 de junho de 1873 (declarada de segunda estância) e instalada em 19 de fevereiro de 1874. A comarca é a terceira maior do Estado, uma região turística, com possibilidade de crescimento em razão de seus recursos naturais.

## Elevação para entrância especial
Nos últimos anos tem tomado corpo um anseio antigo da comarca que vem ganhando cada vez mais força em Corumbá que é a elevação da Comarca de Corumbá de segunda entrância para entrância especial. Com isso, haveria a possibilidade de incrementar a estrutura, hoje, instalada na cidade e com isso, consequentemente, o atendimento ao cidadão que busca respostas através da Justiça.